# 和政县
和政县是中华人民共和国甘肃省临夏回族自治州下属的一个县。1929年由临洮、临夏两县析置。

## 行政区划
和政县下辖9个镇、3个乡、1个民族乡：
城关镇、三合镇、三十里铺镇、马家堡镇、买家集镇、松鸣镇、陈家集镇、罗家集镇、新营镇、梁家寺东乡族乡、卜家庄乡、新庄乡和达浪乡。
境内有松鸣岩国家级森林公园。